# Ташо Райков
Ташо Райков е български просветен деец от Македония.

## Биография
Роден е на 16 юли 1868 или 1869 година в драмското село Просечен, тогава в Османската империя, днес в Просоцани, Гърция. Заминава за Киев, за да продължи образованието си и завършва Киевската духовна семинария в 1895 година. След това в 1899 година се дипломира от Санктпетербургската духовна академия. Започва работа като учител и развива просветна дейност в много краища на България, работейки в много от водещите учебни заведения за времето си. Работи като учител във Варненската мъжка гимназия, в Татарпазарджишката мъжка прогимназия и след това в горния курс в село Каменица.
Към 1910 година е учител в Чирпанската непълна смесена гимназия.